# Kopuła Desny
Kopuła Desny – jednostka geologiczna leżąca we wschodniej części Sudetów Wschodnich (Wysoki Jesionik), w Czechach.
Od zachodu graniczy z kopułą Keprnika, od wschodu ze strefą morawsko-śląską. Na północy skały kopuły Desny ciągną się poza sudecki uskok brzeżny i stanowią wschodnią osłonę masywu granitoidowego Žulovej.
Kopuła Desny jest najbardziej na wschód wysuniętą jednostką tektoniczną bloku dolnośląskiego. Zbudowana jest z gnejsów i mylonitów Desny datowanych metodą U-Pb i Pb-Pb na cyrkonach na 560–650 mln lat.
Gnejsy Desny stanowią krystaliczne jądro kopuły Desny. Reprezentowane są one głównie przez paragnejsy, ortognejsy, migmatyty, łupki łyszczykowe, łupki amfibolowe i amfibolity oraz marmury.
Gnejsy Desny otoczone są przez skały metaosadowej dewońskiej serii Vrbna (warstwy vrbneńskie).